# Кальтавутуро
Кальтавутуро (італ. Caltavuturo, сиц. Caltavuturu) — муніципалітет в Італії, у регіоні Сицилія,  метрополійне місто Палермо.
Кальтавутуро розташоване на відстані близько 470 км на південь від Рима, 60 км на південний схід від Палермо.
Населення — 4043 особи (2014).
Щорічний фестиваль відбувається 10 вересня. Покровитель — Maria Santissima del soccorso.

## Демографія
Населення за роками:

Станом на 1 січня 2023 року в муніципалітеті офіційно проживали 34 іноземці з 13 країн, серед них 19 громадян країн Євросоюзу.

## Сусідні муніципалітети
- Поліцці-Дженероза
- Шиллато
- Склафані-Баньї
- Кастеллана-Сікула